# ロズリンパークFC
ロズリンパークFC（英: Rosslyn Park F.C.）は、イングランドのロンドン・ワンズワース区ローハンプトンに本拠地を置くラグビーユニオンクラブである。スタジアムはザ・ロック。ナショナルリーグ1（3部）に所属。

## 歴史
1879年創設。
初年度のナショナル・ディビジョントゥー（現・RFUチャンピオンシップ）で優勝。
1991-92シーズン後に降格して以降は、プレミアシップから遠ざかっている。

## タイトル
- ナショナル・ディビジョントゥー（現・RFUチャンピオンシップ）
  - 優勝 1回（1987-88）